# Wilfred Agbonavbare
Wilfred Agbonavbare est un footballeur nigérian né le 5 octobre 1966 à Lagos et mort le 27 janvier 2015 à Alcalá de Henares, près de Madrid. Il était gardien de but.
Il a été international nigérian de 1983 à 1994 avec 14 sélections.